# Centralny Ośrodek Szkolenia Straży Granicznej w Koszalinie
Centralny Ośrodek Szkolenia Straży Granicznej imienia Marszałka Polski Józefa Piłsudskiego w Koszalinie – zlikwidowany ośrodek szkolenia Straży Granicznej z siedzibą w Koszalinie w województwie zachodniopomorskim.

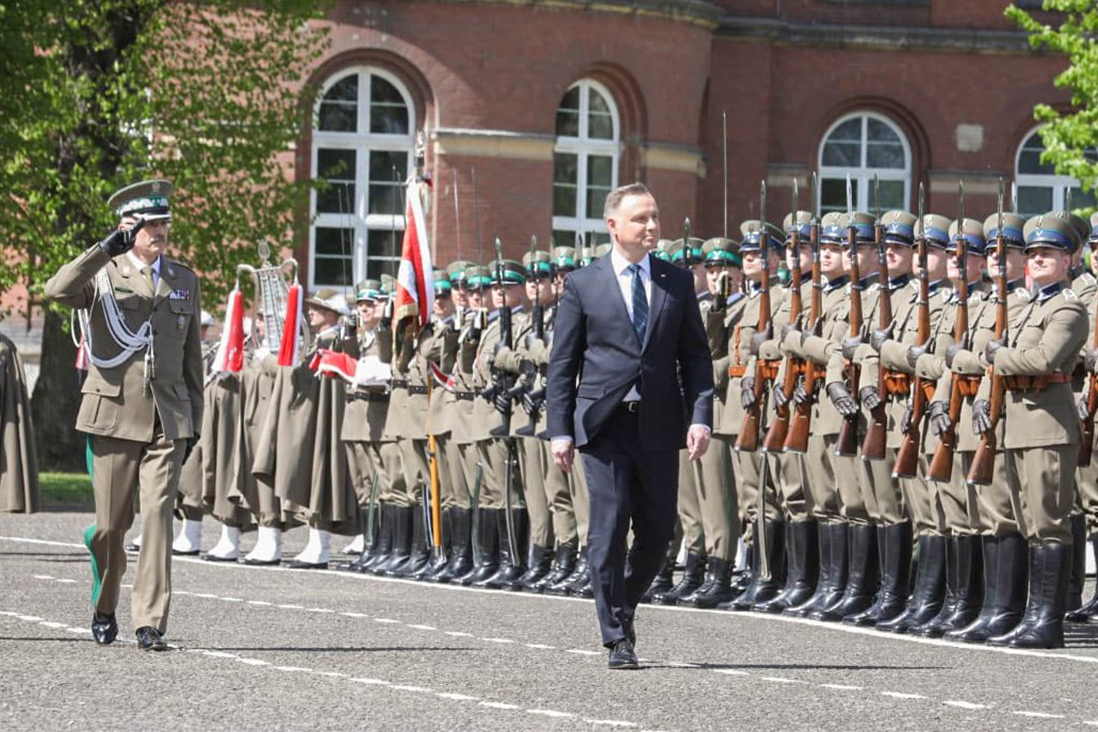
Centralne obchody Święta Straży Granicznej w COS SG w Koszalinie (maj 2022)

## Formowanie i zmiany organizacyjne
Do 1992 kompleks budynków wykorzystywany był przez Bałtycki Oddział Straży Granicznej. Powołanie przez Komendanta Głównego zarządzeniem nr 019 z 19 marca 1992 Centralnego Ośrodka Szkolenia Straży Granicznej było początkiem podjęcia przez stan osobowy jednostki w Koszalinie tworzenia nowych warunków do szkolenia na potrzeby pododdziałów granicznych.
W 1993 w Ośrodku w opracowano „Ramowy program szkolenia funkcjonariuszy służby kandydackiej”, który stał się również podstawą do opracowywania szczegółowych programów szkolenia we wszystkich pododdziałach granicznych. Szkolenie poszczególnych specjalistów rozpoczęto w oparciu o istniejącą dobrą bazę szkoleniową ze strażnicą szkolną w Łazach.
16 kwietnia 1993, decyzją nr 17, komendant główny SG nadał Ośrodkowi sztandar, który uroczyście wręczony został 19 czerwca 1993.
W listopadzie 1993 rozpoczęto pierwszy kurs podoficerski dla funkcjonariuszy w służbie stałej i przygotowawczej, m.in. w specjalnościach łączności i logistyki.
W 1995 rozpoczęto kształcenie oficerów o profilu operacyjno–rozpoznawczym w pozyskanym z Morskiego Oddziału SG obiekcie po byłej strażnicy w Mielnie–Unieściu.
Centralny Ośrodek Szkolenia Straży Granicznej im. Marszałka Polski Józefa Piłsudskiego w Koszalinie otrzymał ufundowany przez społeczeństwo województwa zachodniopomorskiego nowy sztandar, nadany 23 lutego 2007 roku przez Ministra Straw Wewnętrznych i Administracji. Jego uroczyste wręczenie odbyło się 19 marca 2007 roku podczas obchodów piętnastolecia powstania Ośrodka, połączone z nadaniem imienia Marszałka Polski Józefa Piłsudskiego. Odbyło się również pożegnanie sztandaru, pod którym Ośrodek występował od 1993 roku.
Zarządzeniem nr 64 Komendanta Głównego Straży Granicznej z dnia 2 listopada 2010 określono i wprowadzono symbol Centralnego Ośrodka Straży Granicznej w Koszalinie.
Od 10 marca 2014 funkcjonowanie Centralnego Ośrodka Szkolenia Straży Granicznej im. Marszałka Polski Józefa Piłsudskiego w Koszalinie reguluje Zarządzenie nr 39 Komendanta Głównego Straży Granicznej z 7 marca 2014 zmieniające zarządzenie w sprawie utworzenia, organizacji i zakresu działania Centralnego Ośrodka Szkolenia Straży Granicznej im. Marszałka Polski Józefa Piłsudskiego w Koszalinie.
Zarządzeniem nr 53 Komendanta Głównego SG z 28 sierpnia 2023 30 września 2023 Centralny Ośrodek Szkolenia Straży Granicznej uległ likwidacji, a na jego miejsce 1 października 2023 powołana została Wyższa Szkoła Straży Granicznej.

## Zadania Ośrodka
Centralny Ośrodek Szkolenia Straży Granicznej prowadził szkolenia dla funkcjonariuszy i pracowników Straży Granicznej na zasadach określonych w przepisach w sprawie zakresu oraz szczegółowych zasad szkolenia funkcjonariuszy i pracowników Straży Granicznej.
Podstawowym zadaniem Ośrodka było szkolenie i przygotowanie funkcjonariuszy oraz pracowników Straży Granicznej do prawidłowego wykonywania zadań Straży Granicznej.

### Do zadań Ośrodka należało w szczególności
1. Prowadzenie szkolenia podstawowego.
2. Prowadzenie szkolenia w zakresie szkoły podoficerskiej.
3. Prowadzenie szkolenia w zakresie szkoły chorążych.
4. Prowadzenie przeszkolenia specjalistycznego do mianowania na pierwszy stopień oficerski Straży Granicznej w formie stacjonarnego lub zaocznego kursu oficerskiego.
5. Realizowanie doskonalenia zawodowego dla funkcjonariuszy i pracowników Straży Granicznej z uwzględnieniem podziału obszarów szkoleń zatwierdzonego przez Komendanta Głównego Straży Granicznej.
6. Kształtowanie u słuchaczy umiejętności wykorzystania uzyskanej wiedzy podczas wykonywania obowiązków służbowych.
7. Wyrabianie u słuchaczy nawyku samokształcenia poprzez wdrażanie do systematycznego uzupełniania i pogłębiania uzyskanej wiedzy.
8. Kształtowanie u słuchaczy poczucia odpowiedzialności za państwo polskie i poszanowanie praw człowieka.
9. Udzielanie pomocy szkoleniowej i innej jednostkom organizacyjnym Straży Granicznej oraz komórkom organizacyjnym Komendy Głównej Straży Granicznej w celu zapewnienia realizacji zadań przez te jednostki i komórki.
10. Wykonywanie zadań wynikających z pełnienia funkcji nieetatowego pododdziału odwodowego centralnego podporządkowania Komendantowi Głównemu Straży Granicznej.
11. Organizowanie i przeprowadzanie postępowań kwalifikacyjnych kandydatów do służby w Straży Granicznej na zasadach określonych w przepisach w sprawie przeprowadzania postępowania kwalifikacyjnego w stosunku do kandydatów ubiegających się o przyjęcie do służby w Straży Granicznej.
12. Zaopatrywanie nowo przyjmowanych do służby funkcjonariuszy Straży Granicznej w elementy umundurowania wyjściowego.

Źródło:.

## Ośrodek prowadził szkolenia dla
1. Służb, organów i instytucji wykonujących zadania na rzecz porządku i bezpieczeństwa publicznego
2. Innych niż wymienione w pkt. 1 organów i podmiotów krajowych
3. Zagranicznych służb, organów i instytucji wykonujących zadania na rzecz porządku i bezpieczeństwa publicznego.

Źródło:.

## Struktura organizacyjna Ośrodka
Strukturę organizacyjną Ośrodka stanowiły:
- Kierownictwo, w tym:
  - Komendant Ośrodka
  - Zastępcy Komendanta Ośrodka
  - Główny Księgowy
  - Zespół Stanowisk Samodzielnych
  - Referat Kontroli
- Komórki organizacyjne:
  - Zakład Kompetencji Logistycznych i Kierowniczych
  - Zakład Operacyjno–Rozpoznawczy
  - Zakład Ogólnozawodowy
  - Zakład Organizacji Dydaktyki
  - Wydział Kadr i Organizacji
  - Wydział Ochrony Informacji
  - Pion Głównego Księgowego
  - Wydział Łączności i Informatyki
  - Wydział Techniki i Zaopatrzenia
  - Wydział Gospodarki Mundurowej-Centralny Magazyn Mundurowy Straży Granicznej
  - Służba Zdrowia Centralnego Ośrodka Szkolenia Straży Granicznej z siedzibą w Koszalinie.

### Komendant Ośrodka sprawował bezpośredni nadzór nad
1. Zastępcami Komendanta Ośrodka
2. Głównym Księgowym
3. Zespołem Stanowisk Samodzielnych, z wyłączeniem specjalisty lub inspektora do spraw przeciwpożarowych
4. Referatem Kontroli
5. Wydziałem Kadr i Organizacji
6. Wydziałem Ochrony Informacji.

### Komendant Ośrodka kierował Ośrodkiem przy pomocy
1. Zastępców Komendanta Ośrodka
2. Głównego Księgowego
3. Kierowników zakładów
4. Naczelników wydziałów
5. Kierownika Służby Zdrowia Centralnego Ośrodka Szkolenia Straży Granicznej z siedzibą w Koszalinie
6. Zespołu Stanowisk Samodzielnych
7. Starszego specjalisty-koordynatora Referatu Kontroli.

Źródło:

## Komendanci COSSG
- gen. bryg. SG Tadeusz Frydrych (1992–2003)
- płk SG Przemysław Schielke (2003–2013)
- płk SG Grzegorz Skorupski (2013–2018)
- płk SG dr Piotr Boćko (2018–2023).